# Kozakowice Dolne

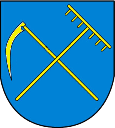
Nieoficjalny herb wsi Kozakowice Dolne

Kozakowice Dolne – wieś w Polsce położona w województwie śląskim, w powiecie cieszyńskim, w gminie Goleszów.
Wraz z Kozakowicami Górnymi współtworzy sołectwo o nazwie Kozakowice. Wieś leży w historycznych granicach regionu Śląska Cieszyńskiego.

## Historia
Miejscowość po raz pierwszy wzmiankowana została w łacińskim dokumencie Liber fundationis episcopatus Vratislaviensis (pol. Księga uposażeń biskupstwa wrocławskiego), spisanej za czasów biskupa Henryka z Wierzbna ok. 1305 w szeregu wsi zobowiązanych do płacenia dziesięciny biskupstwu we Wrocławiu, w postaci item in Goschegowitz debent esse XIII) mansi. Zapis ten oznaczał, że wieś zobowiązana została do płacenia dziesięciny z 13 łanów większych. Jej powstanie wiąże się z przeprowadzaną pod koniec XIII wieku na terytorium późniejszego Górnego Śląska wielką akcją osadniczą (tzw. łanowo-czynszową). Wieś politycznie znajdowała się wówczas w granicach utworzonego w 1290 piastowskiego (polskiego) księstwa cieszyńskiego, będącego od 1327 lennem Królestwa Czech, a od 1526 roku w wyniku objęcia tronu czeskiego przez Habsburgów wraz z regionem aż do 1918 roku w monarchii Habsburgów (potocznie Austrii).
Według austriackiego spisu ludności z 1900 w 31 budynkach w Kozakowicach Dolnych na obszarze 237 hektarów mieszkało 289 osób, co dawało gęstość zaludnienia równą 121,9 os./km². z tego wszyscy byli polskojęzyczni, 21 (7,3%) mieszkańców było katolikami a 268 (92,7%) ewangelikami. Do 1910 roku liczba budynków wzrosła do 33 a mieszkańców do 277, z czego 26 (9,4%) było katolikami, 251 (90,6%) ewangelikami, 275 (99,3%) polsko- a 2 (0,7%) niemieckojęzycznymi.
W latach 1975–1998 miejscowość administracyjnie należała do województwa bielskiego.
Na terenie wsi działalność duszpasterską prowadzi filiał Kościoła Ewangelicko-Augsburskiego.